# Sender Saarbrücken-Winterberg
Der Sender Saarbrücken-Winterberg ist eine Sendeanlage der Deutschen Funkturm GmbH zur Ausstrahlung von Hörfunksignalen. Er befindet sich auf dem Winterberg innerhalb des Stadtgebiets von Saarbrücken. Als Antennenträger kommt ein 100 Meter hoher freistehender Betonturm zum Einsatz.
Der Sender versorgt hauptsächlich die Stadt Saarbrücken und die umliegenden Gebiete.

## Frequenzen und Programme

### Analoger Hörfunk (UKW)
| Frequenz (MHz) | Programm                | RDS PS   | RDS PI | Regionalisierung | ERP (kW) | Antennendiagramm rund (ND)/gerichtet (D) | Polarisation horizontal (H)/vertikal (V) |
| -------------- | ----------------------- | -------- | ------ | ---------------- | -------- | ---------------------------------------- | ---------------------------------------- |
| 90,1           | Deutschlandfunk         | __DLF___ | D210   | –                | 1        | D (30–90°)                               | H                                        |
| 92,9           | Classic Rock Radio      | CLASSIC_ | D3B9   | –                | 1        | D (40–90°, 210–230°)                     | H                                        |
| 107,5          | Deutschlandradio Kultur | DKULTUR_ | D220   | –                | 0,4      | D (300–90°)                              | H                                        |

Die Frequenz 107,5 MHz von Deutschlandradio Kultur ist mit 1 Kilowatt koordiniert, die aber nicht genutzt werden.

### Analoges Fernsehen (PAL)
Vor der Inbetriebnahme des Senders Schoksberg im Jahr 1977 diente der Sender als Grundnetzsender des Saarlands für den ZDF und das SR-Fernsehen. Anschließend wurde er lediglich als TV-Füllsender für die Stadt Saarbrücken verwendet:
| Kanal | Frequenz (MHz) | Programm              | ERP (kW) | Antennendiagramm rund (ND)/ gerichtet (D) | Polarisation horizontal (H)/ vertikal (V) |
| ----- | -------------- | --------------------- | -------- | ----------------------------------------- | ----------------------------------------- |
| 46    | 671,25         | Saar TV (davor Sat.1) | 1        | D                                         | H                                         |
| 56    | 751,25         | VOX                   | 1        | D                                         | H                                         |